# John Benson Brooks
John Benson Brooks (* 23. Februar 1917 in Houlton, Maine; † 13. November 1999 in New York City) war ein US-amerikanischer Jazzpianist, Arrangeur und Komponist des Swing und des Modern Jazz. Er arbeitete für Tommy Dorsey und für Gil Evans.

## Leben und Wirken
Brooks studierte am New England Conservatory of Music in Boston und an der Juilliard School of Music in Manhattan. 1939 gründete er eine eigene Formation in Boston, arbeitete in den 1930er und 1940er Jahren aber vorwiegend für Bandleader wie Randy Brooks, Les Brown, Eddie DeLange, den Dorsey Brothers und Boyd Raeburn als Pianist, Arrangeur und Komponist. In dieser Zeit arbeitete er eng mit dem Songwriter Bob Russell zusammen; sie schrieben 1942 gemeinsam den Song Just as Though You Were Here, den Frank Sinatra mit Tommy Dorseys Orchester zum Hit machte. In den 1950er Jahren wurde er auch von Peggy Lee, Perry Como und Johnny Mercer interpretiert. Für das Orchester von Ray McKinley komponierten sie 1948 das Lied You Came a Long Way From St. Louis. Mit Harold Courlander schrieb er den Song Where Flamingos Fly, den 1947 die Ink Spots und Martha Tilton aufnahmen. Die Grundmelodie hatte Courlander bei seinen Forschungen über Field Songs in Haiti aufgenommen; Brooks erweiterte es dann zu einem komplexeren Song, in dem er einen Mittelteil einfügte.
Schon zu dieser Zeit begann auch die Zusammenarbeit mit seinem Freund, dem Bandleader und Arrangeur Gil Evans; für Helen Merrills Album Dream of You, das Evans 1956 arrangierte, griff dieser auch auf Where Flamingos Fly zurück, das Evans auch als Instrumentaltitel (etwa auf Out of the Cool) aufgriff. In den 1970er Jahren schrieb Brooks für Gil Evans noch den Song Sirhan’s Blues.
In den 1950er Jahren arbeitete Brooks mit Cool-Jazz-Musikern im Umfeld von Zoot Sims und dem Arrangeur Manny Albam. 1958 bildete Brooks ein Septett, in dem die Saxophonisten Al Cohn und Zoot Sims mitwirkten. In seinen Improvisationen und Kompositionen schlug er neue Richtung innerhalb des Cool Jazz ein; so beschäftigte er sich mit der Zwölftonmusik und der Integration von Volksmusik und älteren Jazzstilen. Schließlich formierte er eine Band mit Art Farmer, Cannonball Adderley, Barry Galbraith und Milt Hinton, um sein Alabama Concerto aufzunehmen, mit dem er einen musikalischen Beitrag zur damaligen Bürgerrechtsbewegung leistete. Die Musik beruht auf Forschungen zu den Gesängen afroamerikanischer Feldarbeiter in Alabama, die Brooks vorher mit dem Anthropologen Harold Courlander betrieb.
1967 stand Brooks mit seinem Trio (bestehend aus dem Altsaxophonisten Don Heckman und dem Schlagzeuger Howard Hart) im Zentrum der Collage Avant Slant, die Milt Gabler produzierte.

## Auswahldiskographie
- Folk Jazz USA (1956)
- Alabama Concerto (1958)
- Avant Slant (Decca, 1968)